# نیوبری (ماساچوست)
نیوبری(به انگلیسی: Newbury) شهرکی در شهرستان اسکس ایالت ماساچوست می‌باشد که در سال ۱۶۳۵ بنیان‌گذاری شده‌است. این شهرک در سرشماری سال ۲۰۱۰ میلادی، ۶٬۶۶۶ نفر جمعیت داشته‌است.